# Chionea austriaca
Chionea austriaca är en tvåvingeart som först beskrevs av Erhard Christian 1980.  Chionea austriaca ingår i släktet Chionea och familjen småharkrankar. Inga underarter finns listade i Catalogue of Life.